# Жаркий (эсминец)
«Жаркий» — эскадренный миноносец (контрминоносец) типа «Лейтенант Пущин» Черноморского флота Русского императорского флота, Белого флота. Участвовал в Первой мировой и Гражданской войне в России. В составе Русской эскадры ушёл в Бизерту.

## Строительство
Заказан в рамках судостроительной программы на 1882—1902 годы. Первоначально предполагалась постройка на Балтике, а затем переход своим ходом на Чёрное море. Из-за дипломатических трудностей, связанных с проводкой кораблей через Босфор и Дарданеллы, Морское ведомство передало заказ Южным заводам. В соответствии с контрактом они строились по усовершенствованным чертежам 350 тонного миноносца класса «Буйный», известным также как «тип Ж» и «тип З» или тип «Лейтенант Пущин». В отличие от прототипа, помещение для офицеров перепланировали на отдельные каюты, вынесли на верхнюю палубу камбуз, расширили ходовой мостик, установили грот-мачту, убрали носовой минный (торпедный) аппарат, боезапас торпед уменьшили до 4-х и уже в процессе постройки, калибр торпедных аппаратов увеличили до 457 мм.

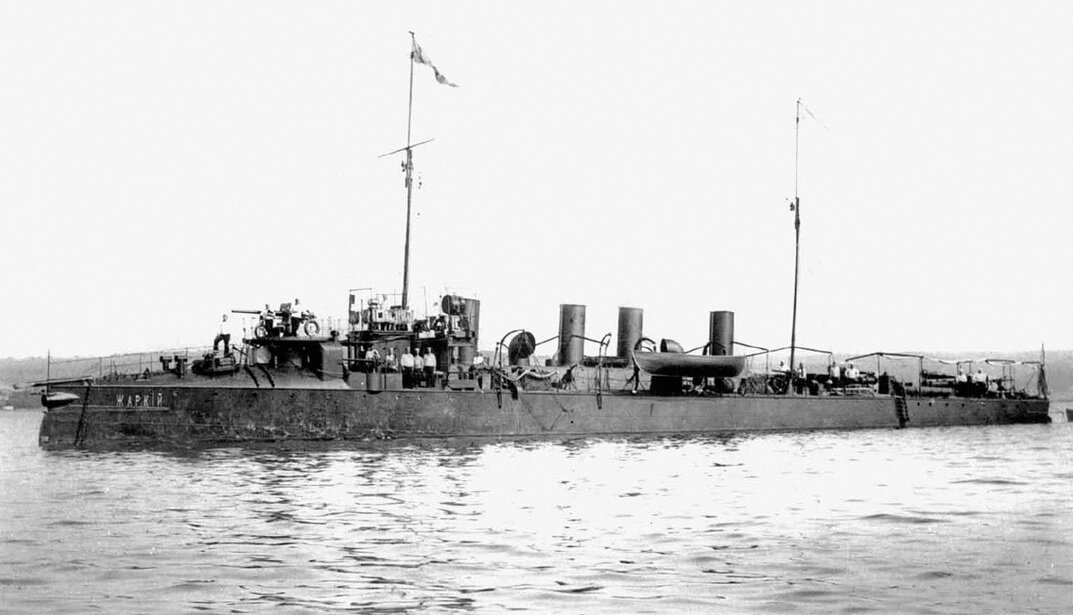
Эскадренный миноносец Жаркий

Строителем их был инженер-механик, капитан 1-го ранга Николай Иванович Егоров. Механизмы поставил Петербургский металлический завод.
22 марта 1902 года зачислен в списки судов Черноморского флота, в 1902 году заложен на эллинге Николаевского Адмиралтейства в Николаеве, спущен на воду в мае 1904 года, вступил в строй в 1905 году.
Из всех эсминцев типа «Лейтенант Пущин» контрактная скорость была соблюдена на «Завидном» (26,38 уз.) и «Живом» (26,27 уз.). Остальные корабли её не достигли. На «Жарком» скорость на испытаниях составила 25,98 узлов. Испытания проводились не в полном грузу и в пересчёте контрактную скорость не развил ни один из кораблей серии.

## История службы
До 10 октября 1907 года классифицировался как миноносец. Прошел капитальный ремонт корпуса и механизмов в 1911—1913 годах в Лазаревском адмиралтействе Севастопольского порта, с заменой трубок в котлах и артиллерийского вооружения.

### Первая мировая война
В период Первой мировой войны миноносец участвовал в набеговых операциях на коммуникации и побережье противника, нёс блокадную службу у берегов Турции и Румынии, оказывал артиллерийскую поддержку приморским флангам армии в районе Батума, выставлял мины у пролива Босфор, высаживал разведывательно-диверсионные группы, обеспечивал и прикрывал набеговые и минно-заградительные действия других сил флота.
Капитан 1-го ранга В. В. Трубецкой командовал 1-м дивизионом эскадренных миноносцев Черноморского флота. В морском бою 16 (29) октября 1914 года у Севастополя ради спасения минного заградителя «Прут» вывел свой дивизион в смелую (а по мнению многих современников, практически в самоубийственную) атаку на германский линейный крейсер «Гёбен» (флаг командира дивизиона на эсминце «Лейтенант Пущин», за ним атаковали «Жаркий» и «Живучий»), которая была отбита огнём «Гёбена». «Лейтенант Пущин» получил три прямых попадания тяжелыми снарядами, понёс потери в экипаже, но сумел вернуться в Севастополь. «Жаркий» повреждений не получил. Командир и команда были награждены.
В ночь на 3 апреля 1917 года, «Жаркий» действуя совместно другим эсминцем, уничтожил 2 больших турецких парусника.

### Революция и Красный флот
В середине мая 1917 года экипаж корабля отказался идти в поход под командованием лейтенанта Г. М. Веселаго. Центральный исполнительный комитет (ЦИК) Севастопольского совета 16 мая 1917 года осудил действия команды и судового комитета, однако 18 мая нижние чины «Жаркого» удалили командира с корабля, подвергнув его при этом насмешкам и брани. Веселаго считал причиной конфликта вмешательство судового комитета в командование. Служивший на корабле минно-машинным унтер-офицером будущий советский адмирал Н. Е. Басистый вспоминал, что лейтенант Г. М. Веселаго не хотел слышать ни о каком ограничении своей власти. По мнению члена Севастопольского совета М. М. Заславской, глубинной причиной конфликта послужили претензии председателя судового комитета Мамая и стремление Г. М. Веселаго сохранить авторитет офицера.
Специальная комиссия, разбиравшая этот инцидент, сочла виновными, как членов судового комитета (признаны главными виновниками) и экипаж, так и командира корабля. Было решено подвергнуть дисциплинарному взысканию членов комитета и разъяснить команде «неправильность и незаконность их действий», не предавая никого суду. Вопрос о мере взыскания лейтенанту Веселаго должен был определить А. В. Колчак, а комиссия, со своей стороны, сочла невозможным дальнейшее командование Веселаго «Жарким». Однако 31 мая делегатское собрание Черноморского флота присоединилось к решению комиссии по Веселаго («за» — 310, «против» — 7) и 167 голосами против 150 отклонило предложения по команде и комитету.

По этому поводу 1 июня командующий Черноморским флотом вице-адмирал А. В. Колчак доложил военному и морскому министру А. Ф. Керенскому своё мнение, «что командир, не совершив ничего против закона, может быть обвинён только в бестактности, комитет и команда совершили преступление. Прошу вашего приказа: 1) миноносцу „Жаркий“ немедленно окончить компанию; 2) всё дело передать прокурорскому надзору для выяснения виновных и привлечения их к суду». А. Ф. Керенский одобрил это, и 4 июня Колчак отдал приказ «Жаркому» окончить компанию 6 июня. Также было принято решение расформировать экипажи линкоров «Три Святителя» и «Синоп», пополнив за их счет команды транспортов. Команды этих трех кораблей заявили протест, поддержанный массой моряков. В дальнейшем дело миноносца «Жаркий» сыграло важную роль в дестабилизации обстановки на Черноморском флоте, приведшей к уходу командующего флотом А. В. Колчака со своей должности 6 июня 1917 года.

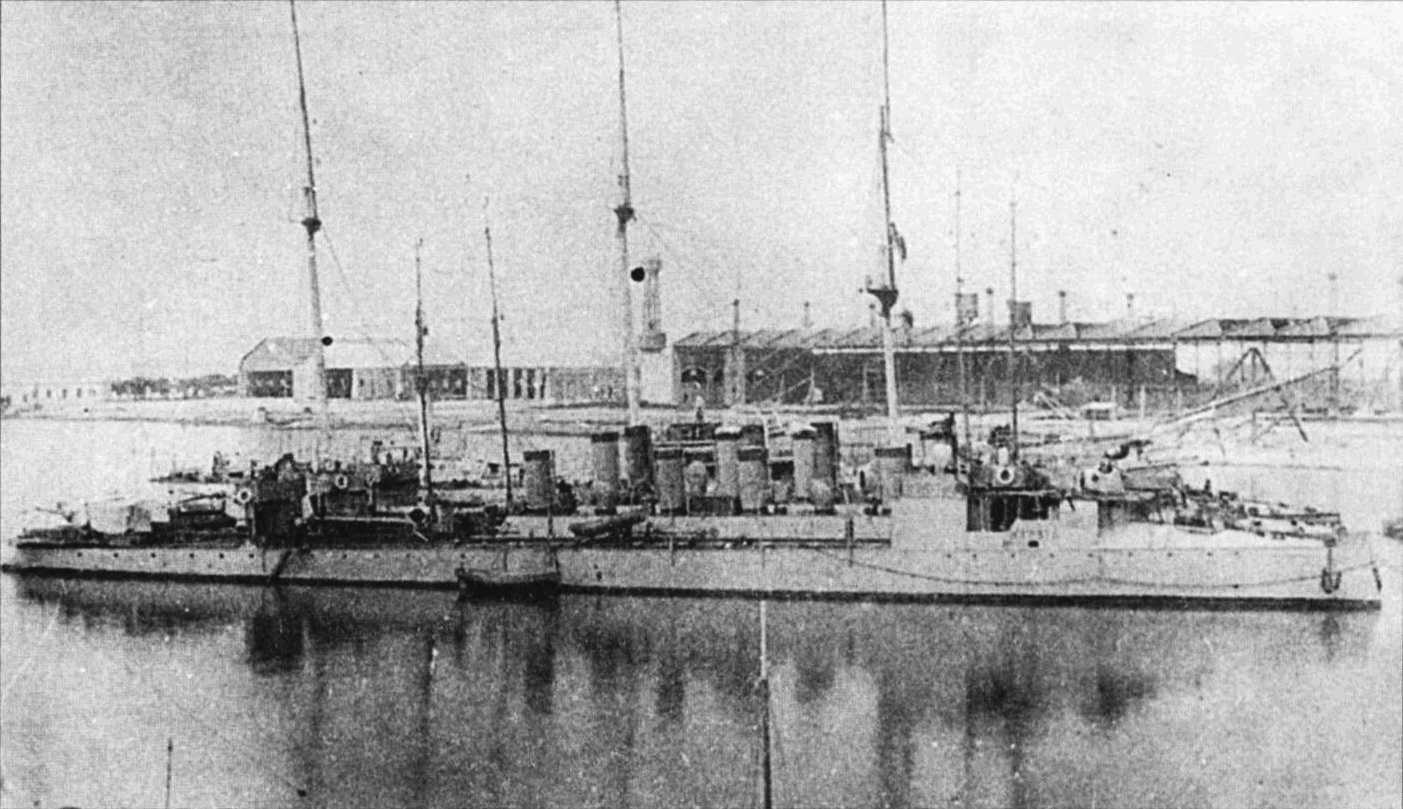
Эскадренные миноносцы Жаркий, Зоркий и Звонкий у стенки в Бизерте, 1924 год.

29 декабря 1917 года миноносец вошел в состав Красного Черноморского флота. 29 апреля 1918 года ушел с эскадрой из Севастополя в Новороссийск. Входил в 3-й дивизион: (дивизион памяти адмирала Ф. Ф. Ушакова): «Керчь», «Гаджибей», «Фидониси» и «Калиакрия», угольные миноносцы 2 ранга: «Капитан Баранов», «Лейтенант Шестаков»; 3 ранга «Живой», «Жаркий», «Сметливый» и «Стремительный».
Затоплению подвергнут не был, 19 июня 1918 года вернулся обратно в Севастополь, где был захвачен германскими войсками.

### Белый флот и Русская эскадра
После эвакуации германских войск был 24 ноября 1918 года захвачен англо-французскими интервентами и вскоре передан в распоряжение белогвардейского командования Добровольческой армии. В ходе Крымской эвакуации 1919 года 3 апреля ушел из Севастополя в Новороссийск и 3 мая 1919 года включен в состав морских сил Юга России.
Лейтенант Манштейн нашел его в Новороссийском порту в плачевном состоянии. Собрав инженеров, офицеров и команду из старых кондукторов, студенческой молодежи, яхтклубменов и армейских офицеров-специалистов, он организовал работу, чтобы привести судно в боевую готовность. Миноносец был подготовлен к плаванию.

Поддерживал огнем наступление добровольцев на Николаев войдя в фарватер реки Буг. В то время оба берега реки были ещё заняты красными, которые, увидев 4-трубный корабль, отступили. Дойдя почти до входа в Бугско-Ингульский лиман, миноносец отдал якорь на рейде против яхтклуба, с одной стороны, и села Варваровки, с другой, где отступающие красные сосредоточили большие силы с орудиями и броневиками. С парохода «Граф Игнатьев» был высажен десант 75 человек из состава Симферопольского офицерского полка. Навстречу им выходят из Варваровки два красных броневика. Манштейн подал команду: «Кормовое орудие, огонь!», кондуктор З. прямой наводкой поразил оба броневика. Тогда цепочка из 75 человек, ружья наперевес, наступает на Варваровку, на которую уже перенесен огонь миноносца и подошедшей канонерской лодки «Грозный». Плавучий мост через Буг был наведен, и Слащёв перешел в преследование красных. «Жаркий» ошвартовался у пристани РОПИТ и, запасшись пресной водой и углем, пошел в Севастополь.

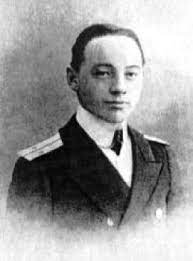
А. С. Манштейн

«Жаркий» получил приказ сопровождать в Батум транспорт «Мечта» для погрузки военного имущества бывшего Кавказского фронта, находящегося в пакгаузах РОПИТ. Прибыв в Батум, ошвартовались кормой к пристани. На рейде стоит английский броненосец «Император Индии». У пакгауза стоит грузин и говорит, что здесь — Грузия и никакого русского имущества здесь нет. Манштейн приказал грузину удалиться и поставил парных часовых. Является опять грузин в сопровождении нескольких сенегалов при сержанте, наши часовые взяли винтовки наизготовку и они удалились. Через короткое время появляется их взвод уже под командой английского капрала. Тогда Манштейн командует: «Тент долой, оружие на картечь!». Через час отходит от броненосца катер, подходит флаг-офицер к командиру, извиняется за недоразумение. Началась погрузка, броненосец всю ночь держал миноносец под прожектором. Окончив погрузку, «Мечта» ушла. На другой день является флаг-офицер и передает просьбу командира броненосца Манштейну уходить. Он отвечает, что у него не хватает топлива и он ожидает такового из Севастополя. Через короткое время подошла баржа с английским углем, и миноносец, погрузившись, ушёл в Севастополь.
Миноносец участвовал в обеспечении высадки Улагаевского десанта на Кубань. 24 августа 1920 года красная Азовская флотилия перешла к активным действиям, высадив на Кубанском побережье морскую экспедиционную дивизию. 21-23 августа дивизия грузилась на транспорты в Мариуполе и вышла в море 24 августа в 2 часа ночи. Транспортный отряд из 11 пароходов, 3 барж и 2 плавбатарей с буксирами двигался вдоль самого берега. Начальник Морской экспедиционной дивизии П. И. Смирнов решил проводить высадку у станицы Камышеватская. 25 августа в 18:30 в море показалась белая канонерка «Урал», а чуть позже ещё три («Страж», «Грозный» и «Всадник») в сопровождении миноносца «Жаркий». В бой отряд не вступил, ограничившись наблюдением.
В ночь с 28 на 29 августа у Керченского пролива было выставлено 50 мин, а 31 августа в устье Таганрогского залива между косами Белосарайская и Долгая — ещё 250. В ходе операции по высадке и последующему снятию группы Улагая на советских минах подорвался миноносец «Жаркий» и транспорт «Волга», но из-за малой мощности зарядов речных мин типа «Рыбка» оба остались на плаву, получив лишь небольшие повреждения.

Приказ об эвакуации застал миноносец в Севастополе с разобранной машиной. Машинная команда покидать Россию отказалась. Стараниями командира А. С. Манштейна 14 ноября 1920 года на буксире у транспорта-мастерской «Кронштадт» уведен в ходе Крымской эвакуации из Севастополя в Стамбул и затем в составе Русской эскадры в Бизерту (Тунис). В ходе перехода отстал и добирался самостоятельно, через Валетту в Бизерту, где 29 декабря 1920 года был интернирован французскими властями.
29 октября 1924 года был признан правительством Франции собственностью СССР, но из-за сложности международной обстановки возвращен не был, в конце 1920-х годов продан «Рудметаллторгом» Франции как металлолом.

## Командиры
- 1904 — 1906 — капитан 2-го ранга С. И. Бурлей,
- 17 февраля 1914 — 31 октября 1914 — капитан 2-го ранга С. А. Якушев[4], орден Св. Станислава 2-й с мечами «за примерное мужество и отличное спокойствие, проявленные в бою с крейсером-дредноутом „Гебен“ 16-го октября»
- май 1917 — сентябрь 1917 — лейтенант Г. М. Веселаго,
- апрель 1918 — лейтенант Хрущёв,
- апрель 1919 — октябрь 1924 — старший лейтенант Манштейн Александр Сергеевич[11][12].